# Den allmänna bönboken
Den allmänna bönboken, Book of Common Prayer, är den officiella bönboken i Engelska kyrkan samt namnet för liknande böcker som används i den anglikanska kyrkogemenskapen. Den första upplagan antogs och trycktes 1549. Varje anglikansk-episkopal medlemskyrkas officiella bönbok utgör ett viktigt lärodokument.

## Bönbokens struktur
Den engelska reformationen 1533 innebar inga nämnvärda förändningar. Kungen utnämnde biskopar i påvens ställe, men bruket av de engelska stiftens befintliga latinska gudstjänstordningar behölls, i likhet med helgonkult och prästcelibat.
Ärkebiskop Thomas Cranmer sammanställde 1544 en engelskspråkig litania, avsedd att användas på söndagar, onsdagar och fredagar i allhelgonalitanians ställe. En engelskspråkig kommunionsutdelning, avsedd att följa på den latinskspråkiga mässan, antogs 1548. När den första upplagan av BCP antogs 1549 ersatte den fyra latinska liturgiska böcker med en enda kompakt volym på engelska. Cranmer stod själv under inflytande av den kontinentale teologen Martin Bucer, men då han var tvungen att ta hänsyn till andra teologiska opinioner i den engelska kyrkan var den första upplagan av BCP tämligen modest i sina förändringar. Huvuddelen av boken utgörs av engelska översättningar av sådana böner som hade använts i det latinska Salisburybruket, kompletterat med några undervisande ingresser författade av Cranmer och några böner hämtade från Hermann von Wieds reformerade gudstjänstordning i Köln 1543.
Den struktur som antogs genom 1549 års upplaga har, med små förändringar och undantag, behållits i senare anglikanska gudstjänstböcker. Upplagan från 1549 innehöll:
- Ett förord
- Anvisningar om psaltarbön, fördelad så att man ber hela Psaltaren på en månad
- En helgonkalender med fyra dagliga bibelläsningar
- En ordning för Ottesång, som förenar de medeltida bönegudstjänsterna Matutin, Laudes och Prim till ett
- En ordning för Aftonsång, som förenar de medeltida bönegudstjänsterna Non, Vesper och Completorium till ett
- En evangeliebok med samlingsböner, epistelläsningar och evangelieläsningar på årets högtider, söndagar och stora helgondagar
- En ordning för Herrens Måltid
- Litanian
- Dopgudstjänst
- Konfirmationsgudstjänst
- Vigselgudstjänst
- Ordning för sjukbesök, bikt och sjukkommunion (i 1549 års upplaga och åter upplagorna fr. o. m. 1928 inklusive de sjukas smörjelse)
- Begravningsgudstjänst
- Kyrktagning (eller "en moders tacksägelse")
- En botandakt för Askonsdagen
- Anvisningar om kyrkoceremonier

## Den engelska utvecklingen

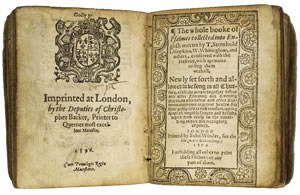
Den allmänna bönboken 1596.

Bönboken reviderades 1552, 1559, 1604 och 1662.
Upplagan av år 1552 hade tillkommit efter kritik från Martin Bucer, som inte ansåg 1549 års upplaga tillräckligt reformerad. Ordningen för eukaristin stuvades om kraftigt, bland annat med Dekalogen infogad i gudstjänstens inledning och Gloria placerat efter kommunionen. Bönen om ödmjukt mottagande av sakramentet flyttades till en plats mellan Sanctus och eukaristibönen. Eukaristibönen styckades i tre delar: en separat förbön efter offertoriet, en eukaristibön med instiftelseord och en återstående offerbön placerad som alternativ tacksägelsebön efter kommunionen. Distributionsorden från 1549 (härrörande från det medeltida salisburybruket) avskaffades och ersattes av zwinglianska distributionsord. Den så kallade Black Rubric förnekade en real and essential presence av Kristi kropp och blod i sakramentet. Brudmässan avskaffades, men brudparet uppmanades att gå till kommunion kort tid efter äktenskapets ingående. Själamässan från 1549 avskaffades och begravningsgudstjänsten innehöll inte längre förbön för de hädangångna. Å andra sidan försågs några av helgondagarna med egna kyrkoårsbundna bibelläsningar. Upplagan av år 1552 var i bruk endast några månader, och avskaffades av Maria I av England, som återinförde den latinska salisburymässan och salisburybreviariet i hela England.

### Upplagorna 1559 och 1604
Elisabet I lät utforma en kompromissupplaga som förenade drag av både 1549 och 1552 års upplagor. En anti-påvlig bönepunkt i litanian avskaffades. Distributionsorden från salisburybruket och BCP1549 återinfördes, men förenades med 1552 års distributionsord i en mångtydig kompromiss. Black Rubric avskaffades. 1561 tillades ytterligare kyrkoårsbundna läsningar för större helgondagar och alla söndagar. Samtidigt återinfördes sådana helgondagar som inte var obligatoriska firningsdagar.
Vid en mindre bönboksrevision 1604 gick man puritanerna till mötes genom att avskaffa läsningen ur apokryferna i otte- och aftonsången. Samtidigt infördes en katekes författad av biskop Overall, som understryker läran om Kristi kropps och blods verkliga närvaro i altarsakramentet.

### 1662 års upplaga
I 1662 års reviderade upplaga återinfördes bibelläsningarna ur apokryferna. Eukaristibönen försågs med en anvisning som kallar den för konsekrationsbön. Anvisningarna för bikt vid sjukbesök förtydligades, och ordet "präst" infogades på några ställen, dels för att inskärpa den anglikanska kyrkans anspråk på det apostoliska ämbetet, dels för att klargöra vilka uppgifter som inte skulle utföras av diakon. En samling böner och tacksägelser, avsedda att användas i slutet av otte- och aftonsång infogades mellan litanian och evangelieboken. En ordning för dop av vuxna och en årlig högtidsdag på datumet för monarkens trontillträde infördes. Den senare har dock bearbetats upprepade gånger sedan dess. Englands växande närvaro till havs återspeglas i en nyinförd ordning för böner till havs. Samtidigt infördes minnesgudstjänster till minne av Krutkonspirationen 1605, Karl I:s martyrdöd 1649 och restaurationen 1660, men de avskaffades 1859. På 1700-talet tillades en tabell över förbjudna led.

### Reformförsök
När det engelska kyrkomötet antog nya upplagor av BCP 1927 och 1928 (som var mycket lika, men inte identiska med, den amerikanska bönboksupplagan 1928) motsatte sig det brittiska parlamentet detta. Biskopsmötet uppfattade detta som en otillbörlig statlig inblandning i kyrkan inre angelägenheter, och tillät användning av BCP1928 i församlingarna som ett alternativ. Sedan dess antar det engelska kyrkomötet istället alternativa gudstjänstordningar, som kompletterar, men inte ersätter, 1662 års BCP. Efter en serie försöksordningar på 1960- och 1970-talet, var Alternative Servicebook i bruk mellan 1980 och 2000, men har sedan 2000-talets början ersatts av en gudstjänstbok i tre delar, Common Worship.
Kyrie återinfördes 1928, och Gloria är sedan försöksordningar på 1960-talet återfört till sin traditionella plats mellan Kyrie och dagens samlingsbön. Dekalogen används numera ytterst sällan i eukaristins inledning. Agnus Dei började komma till bruk i hymnböcker på 1800- och 1900-talet, men infogades inte i den ordinarie gudstjänstordningen förrän på 1960-talet och framåt. Bönen om ödmjukt mottagande har i de alternativa gudstjänstordningarna placerats på platser som inte bryter gudstjänstförloppet, exempelvis före offertoriet eller omedelbart före kommunionen. Ett citat ur Hermann von Wieds nattvardsförmaning har vävts samman med 1552 års distributionsord till en kort nattvardsinvitation, och de nutida distributionsorden är vanligtvis hämtade från BCP1549. Cranmers eukaristibön utgör numera endast ett bland flera alternativ. Common Worship innehåller eukaristiböner från Alternative Service Book 1980, Hippolytos kyrkoordning (ca 215), Cranmer, Basileiosliturgin, Englands ekumeniska samarbetsråd, och tre nyskrivna.

## Den skotska utvecklingen
Teologerna i Aberdeen utgjorde före det Engelska Inbördeskriget en motpol till den i Skottland förhärskande presbyterianismen, och innan bildandet av en separat skotsk episkopalkyrka 1689 var kyrkan i Skottland söndrad i motstridiga teologiska riktningar. Biskoparna Wedderburn och Maxwell sammanställde, med kungens tillåtelse, och uppmuntrade av ärkebiskop William Laud av Canterbury, 1637 en bönboksupplaga med 1549 års upplaga som förebild, vilket gör att epiklesbönen och anamnesbönen bevarats i eukaristibönen. Av hänsyn till prebyterianerna hade bibelläsningar ur apokryferna uteslutits, och istället för ordet "Priest" används ordet "Presbyter". Dessa eftergifter hindrade dock inte att boken fick ett negativt mottagande i den skotska kyrkans prebyterianska kretsar.
När Skotska episkopalkyrkan 1689 blev ett självständigt, från staten fritt, anglikanskt trossamfund (och den Skotska kyrkan blev en renodlat presbyteriansk statskyrka), återgick man till att använda 1637 års ordning för eukaristifirandet. Under inflytande av kyrkohistoriska studier av den tidiga kyrkan, i synnerhet östkyrkorna, blev det fr.o.m. 1722 (i Edinburgh och Aberdeen)  brukligt att stuva om ordningsföljden av eukaristifirandets delar efter östligt mönster. En ytterligare bearbetning i östkyrklig riktning blev allmänt antagen genom det så kallade Communion Office 1764. 
Denna skotska ordning för eukaristifirandet kom att behandlas styvmoderligt under åren 1864-1912, då tongivande kretsar i Skottlands södra delar önskade större likhet med den engelska ordningen för eukaristifirandet, men under åren från och med förra sekelskiftet började anglikanska liturgiker i både Skottland, England och USA att beundra 1764 års Communion Office, och det utgjorde (tillsammans med 1549 års engelska upplaga) en av förebilderna när anglikanska kyrkor i Sydafrika och ostasien reviderade sina gudstjänstordningar under mellankrigstiden.
Nya skotska versioner av BCP antogs 1912 resp. 1929.
Alternativa gudstjänstordningar antogs 1970 och 1982.

## Den Amerikansk-episkopala utvecklingen
Den Amerikanska Episkopalkyrkan antog sin första självständiga upplaga av BCP 1789. Den är en kompromiss mellan flera motsatta teologiska intressen, men röner påverkan av det skotska Communion Office 1764.
Bearbetade versioner antogs 1892 resp. 1928.
Den nuvarande amerikanska upplagan av BCP antogs 1979.

## Fotnoter
1. ↑  Det fullständiga namnet på engelska är The Book of Common Prayer and Administration of the Sacraments and other Rites and Ceremonies of the Church according to the use of the Church of England together with the Psalter or Psalms of David pointed as they are to be sung or said in churches and the form and manner of making, ordaining, and consecrating of bishops, priests, and deacons'.